# Gerardo Herrera Corral
Gerardo Herrera Corral es un físico de partículas mexicano (1963, Delicias, Chihuahua), profesor titular del Departamento de Física del Centro de Investigación y de Estudios Avanzados del Instituto Politécnico Nacional. También colabora en ALICE (A Large Ion Collider Experiment), uno de los cuatro experimentos más importantes del Gran Colisionador de Hadrones (LHC), en Ginebra, Suiza. Es un reconocido divulgador de la ciencia, que frecuentemente imparte pláticas, publica artículos en distintos medios, y que ha escrito varios libros de divulgación de la ciencia.

## Estudios
Nació en 1963 en Delicias, Chihuahua, donde cursó la educación básica y obtuvo el título de técnico agrícola (1981) en el Centro de Estudios Tecnológicos Agropecuarios Núm. 2 y el de preparatoria en la Escuela Nocturna Constitución. Con el apoyo de becas (SEP, ITSEM, Conacyt y DAAD) concluyó la licenciatura en ingeniería física en el Instituto Tecnológico y de Estudios Superiores de Monterrey (Monterrey, Nuevo León), la maestría en ciencias en el Cinvestav-IPN (Ciudad de México) y el doctorado en física en la Universidad de Dortmund (Alemania). Posteriormente, realizó estancias posdoctorales en el Fermi National Accelerator Laboratory (Chicago, Estados Unidos) y en el Centro Brasileiro de Pesquisas Físicas (Río de Janeiro, Brasil). Ha sido investigador en el Deutsches Elektronen Synchrotron (Hamburgo, Alemania) y paid scientific associate en el Centro Europeo de Investigaciones Nucleares (CERN) en Ginebra, Suiza. En 1993 recibió la beca Fulbright para realizar una estancia de investigación en el Fermilab (Chicago), y en 1998 obtuvo el apoyo de la Fundación Alexander von Humboldt para trabajar en el experimento H1 del Deutsches Elektronen Synchrotron (Alemania). Coordinó uno de los cuatro proyectos aprobados en México de la Iniciativa Científica del Milenio (2001) apoyada por el Banco Mundial, así como siete proyectos seleccionados por las comisiones de pares del Consejo Nacional de Ciencia y Tecnología (Conacyt) en diferentes convocatorias de ciencia básica.

## Carrera como físico de partículas
Actualmente Gerardo Herrera es profesor titular del Departamento de Física del Centro de Investigación y de Estudios Avanzados (Cinvestav-IPN), al que ingresó en 1991 y del que fue jefe durante el periodo de 2003 a 2007. Forma parte del Sistema Nacional de Investigadores (SNI). Su especialidad es la física de partículas elementales, en la que ha contribuido, mediante la participación en grandes proyectos y laboratorios de investigación científica e innovación tecnológica, en las diferentes facetas del quehacer científico: el diseño y la elaboración de instrumentos de detección y medición, el trabajo experimental colaborativo, la búsqueda de referentes interdisciplinarios para el análisis de datos y la interpretación de resultados, la gestión académica, la difusión del conocimiento y la formación de recursos humanos especializados.

## Participación en grandes proyectos tecnocientíficos
La trayectoria de Gerardo Herrera Corral está asociada a proyectos científicos multinacionales de largo aliento en áreas fronterizas del conocimiento. En las primeras etapas de su carrera participó en el experimento ARGUS (Alemania), que es considerado en el libro Twentieth Century Physics (escrito por célebres físicos entre los que se encuentran varios premios Nobel) como uno de los proyectos del siglo XX con mayor trascendencia en la física de partículas. Después, ya con base en el Cinvestav-IPN, trabajó en el experimento E791 de blanco fijo en Fermilab (EUA). De 1994 hasta la actualidad ha colaborado en uno de los cuatro proyectos principales del Gran Colisionador de Hadrones del CERN: A Large Collider Experiment (ALICE) que nació en 1993 con el propósito de recrear a nivel atómico las condiciones existentes en el Universo temprano. Gerardo Herrera Corral convocó y lideró a un grupo de científicos mexicanos de diferentes instituciones (Cinvestav, UNAM, Benemérita Universidad Autónoma de Puebla y Universidad Autónoma de Sinaloa) que, con apoyos institucionales, recursos del Conacyt y fondos internacionales, hizo posible por vez primera la participación de México en el diseño, la construcción y operación de detectores para el estudio de la física de altas energías. Esta colaboración se ha centrado en la proyección y la realización de tres sistemas de detección para el estudio de la interacción de protones así como de iones pesados ultra-relativistas. Los dos primeros fueron el detector de rayos cósmicos ACORDE y el detector VZERO, que forma parte del sistema de disparo en el experimento ALICE y es una pieza clave del proyecto porque suprime el ruido ocasionado por colisiones de haz con moléculas de gas y proporciona las medidas en línea de la luminosidad del acelerador y de la centralidad de las interacciones de iones pesados. En 2015 se instaló un detector más llamado AD (ALICE Diffractive) que mejora el potencial de investigación de ALICE en el área de la física de difracción, interacción de fotones y física de bajo momento transverso. Esto posibilitó la formación del grupo de trabajo en física difractiva e inducida por fotones de ALICE, al que creó y coordinó de 2010 a 2011. El detector AD, que comenzó a funcionar en marzo de 2015, es el tercer sistema diseñado y creado en México para el proyecto ALICE. En fechas recientes la colaboración ALICE anunció el aumento en la producción de extrañeza en colisiones protón contra protón. Esto delata la aparición del plasma de quarks y gluones que previamente ha sido observado solo en choques de iones pesados. El descubrimiento fue publicado en la revista Nature. El estudio que llevó a este hallazgo ha sido realizado con tres dispositivos del detector ALICE: el sistema de trayectorias internas, la cámara de proyección temporal y el detector VZERO. El detector mexicano VZERO se coloca nuevamente como uno de los detectores fundamentales en el programa de investigación de la colaboración ALICE.

## Divulgación de la ciencia
Su amplia producción científica ha sido acompañada por una labor constante de difusión a través de los medios masivos de comunicación. Ha publicado casi una centena de artículos de divulgación en revistas y periódicos de circulación nacional; fundó la columna “El Cinvestav en su tinta” de la revista Conversus; escribió una columna mensual en la sección Opinión de La Crónica de Hoy; actualmente es columnista en el Diario Milenio, la revista Este País, el periódico La Crónica de Hoy, y colabora con el proyecto Tangibles del periódico El Universal. Fue miembro invitado del Consejo Editorial en la sección Cultura del periódico Reforma y fue director Editorial (2015-2017) de la revista Avance y Perspectiva. Es uno de los científicos más solicitados por los conductores de informativos, breviarios y programas de temas de ciencia en radio, televisión e internet, lo que lo ha convertido en un líder de opinión ante el gran público, sobre todo entre los jóvenes. Ha colaborado con los escritores Pablo Boullosa (Canal 40), José Gordon (Canal 22), Enrique Ganem GreenTV) y Carlos Chimal en la definición de contenidos, la elaboración de guiones y la producción de materiales impresos y audiovisuales. El interés de Gerardo Herrera Corral por la transmisión del conocimiento y el fomento en México de una cultura científica integrada en la vida social ha fructificado también en los medios editoriales. Sus libros ha revitalizado la escritura en español de textos que no sólo proporcionan información de primera mano sobre algunos de los descubrimientos científicos más actuales y trascendentes, sino que describen los espacios, aparatos, principios, personas y tramas que los hicieron posibles y sugieren orientaciones a seguir en la resolución de los nuevos retos de la ciencia. Las primeras impresiones de sus textos se han agotado dentro de un mercado editorial dominado por las traducciones al español de impresos escritos en otros idiomas, principalmente el inglés.

## Libros publicados
- Coautor de Entre quarks y gluones: mexicanos en el CERN (UNAM, CONACYT y AMC, 2011).
- El Gran Colisionador de Hadrones: historias del laboratorio más grande del mundo (UAS, 2012, reeditado por editorial Proceso 2016).
- El Higgs el Universo líquido y el Gran Colisionador de Hadrones (FCE, 2014).
- Universo: La historia más grande jamás contada (Taurus, 2016).
- El asombroso arte del engaño: historias de la casualidad y la estadística (Penguin Random House, 2018).[2][3]
- Agujeros negros y ondas gravitacionales (Sexto Piso, 2019).

## Reconocimientos
- Premio de Investigación en Ciencias Exactas de la Academia Mexicana de Ciencias (2001).
- Premio a la Investigación Científica de la Sociedad Mexicana de Física (2006).
- Distinción Mente Quo Discovery Channel en la categoría Universo (2011).
- Cátedra Magistral en Matemáticas Diego Bricio Hernández por El Colegio de Sinaloa (2014, 2015 y 2017).
- Reconocimiento Estatal del Gobierno de Chihuahua por su Trayectoria Científica (2015).
- La medalla que otorga la División de Partículas y Campos de la Sociedad Mexicana de Física (2015).
- El doctorado honoris causa de la Universidad Ricardo Palma en Lima Perú (2016).
- Premio Crónica 2017 que otorga el periódico La Crónica de Hoy.
- Fue elegido por la Revista Quien como uno de los 50 personajes que transforman a México (2018)